# Guirlande
Guirlande er en betegnelse for en kæde af udsmykninger af forskellig art. Oprindelig var det et bånd med hængende udsmykninger af blomster, blade eller frugter.
Til jul hænges forskellige guirlander på juletræet. Her findes både musetrapper og jakobsstiger. Musetrapperne fremkommer ved at to papirstrimler flettes og foldes omkring hinanden. Jakobsstigen fremkommer ved at små løkker af strimlet papir sættes sammen til en "lænke". Flagguirlander er en særlige type guirlande, hvor man fastgør flag på en snor. Små flagguirlander er ligeledes en del af traditionel dansk julepynt.